# Juliet Sikora
Juliet Sikora (* 23. Dezember 1979 in Strzelce Opolskie, Polen) ist eine House-DJ und Remixerin.

## Karriere
Juliet Sikora ist als weiblicher DJ regelmäßig in deutschen Clubs und bei Großveranstaltungen wie Mayday und Nature One vertreten. Seit 2006 wird sie von Veranstaltern aus Kroatien, Frankreich, Griechenland und den USA für deren Veranstaltungen und Locations gebucht. Grund hierfür sind neben Juliet Sikoras DJ-Sets auch ihre bis dato erschienenen Veröffentlichungen auf Kittball Records, dem Label, das sie gemeinsam mit den Kollegen Tube & Berger betreibt.
2011 legte sie mit „Fuk Ur Money“, „Alpina Lodge“ oder dem mit Flo Mrzdk entstandenen „Shanti“ drei Nummern vor, die in den relevanten Charts vertreten waren.
Sie hat Remixe für Künstler wie Hector Couto und Tube & Berger veröffentlicht.
Mit Tube & Berger unterhält Juliet Sikora auch seit einigen Jahren das Benefiz-Projekt „It Began In Africa“. Ebenfalls mit Tube & Berger gemeinsam entstand im Dezember 2013 „Set It Off“ Original Video.
Juliet Sikora lebt in Dortmund und ist verheiratet.